# Alphitoaphis lonicericola
Alphitoaphis lonicericola är en insektsart som först beskrevs av Williams, T.A. 1911.  Alphitoaphis lonicericola ingår i släktet Alphitoaphis och familjen långrörsbladlöss. Inga underarter finns listade i Catalogue of Life.